# Деции
Дециите (Decii) са плебейска фамилия в Древен Рим. Родът Decia влиза в историята на Рим със саможертва на боговете (devotio) на трима нейни члена.
Когномените на тази фамилия през Републиката са Муз и Субуло (Mus, Subulo).
Известни от фамилията:
- Марк Деций, народен трибун 491 пр.н.е.
- Луций Деций (трибун 415 пр.н.е.), народен трибун 415 пр.н.е.
- Квинт Деций, баща на консула от 340 пр.н.е.
  - Публий Деций Муз (консул 340 пр.н.е.), саможертва се в битката при Везувий 339 пр.н.е.
    - Публий Деций Муз (консул 312 пр.н.е.), консул и 308, 297, 295 пр.н.е., саможертва се в битката при Сентинум 295 пр.н.е.
      - Публий Деций Муз (консул 279 пр.н.е.), саможертва се в битката при Аскулум 279 пр.н.е.
- Марк Деций (трибун 311 пр.н.е.), народен трибун 311 пр.н.е.
- Публий Деций Субулон (P. Decius (Subulo), народен трибун 120 пр.н.е.
- Деций, римски император (249 – 251 г.)